# Алтависта (Виргиния)
Алтависта (англ. Altavista) — город в округе Кэмпбелл  в штате Виргиния США. По данным переписи 2020 года, численность населения составляла 3378 человек.

## Население
| 2010 | 2020  |
| ---- | ----- |
| 3450 | ↘3378 |